# Skrzydlaty dorożkarz
Skrzydlaty dorożkarz (ros. Воздушный извозчик) – radziecka komedia muzyczna z 1943 roku w reżyserii Herberta Rappaporta.

## Obsada
- Michaił Żarow jako Baranow
- Ludmiła Celikowska jako Natasza
- Boris Blinow
- Grigorij Szpigiel
- Władimir Gribkow jako Kulikow
- Konstantin Sorokin jako Zadunajski
- Michaił Kuzniecow